# Spiesleeuwenbek
De spiesleeuwenbek (Kickxia elatine) is een eenjarige plant die behoort tot de weegbreefamilie (Plantaginaceae). Het is een plant van kalkrijke grond: ze is te vinden tussen het graan, op rivierstrandjes met kiezelstenen en langs spoorwegen met kalkrijke stenen. De plant komt van nature voor in Zuid-Europa, Noordwest-Afrika tot West-Azië. In Centraal-Europa komt de plant als adventief voor. Ze staat op de Nederlandse Rode lijst van planten als zeldzaam en matig afgenomen.
De soortaanduiding elatine betekent pijnboom.
De plant wordt 7-45 cm hoog en is bezet met meer of minder lange haren, waarvan sommige klierharen zijn. De jonge stengel staat rechtop, maar gaat later liggen. De onderste bladeren zijn afgerond en de daarboven zittende bladeren zijn spiesvormig , terwijl de bovenste bladeren pijlvormig zijn.
De spiesleeuwenbek bloeit van juni tot de herfst met 0,7-1 cm lange, behaarde, bleekgele bloemen. De tweelobbige bovenlip van de bloem is van binnen violet en aan de buitenkant paarsrood. De kelkslippen zijn lancetvormig en de 0,8-1,1 cm lange, heldergele spoor is recht. In de bloem zit een groene, ringachtige honingklier. Per bladoksel zit één langgesteelde bloem.
De vrucht is een bolvormige doosvrucht.

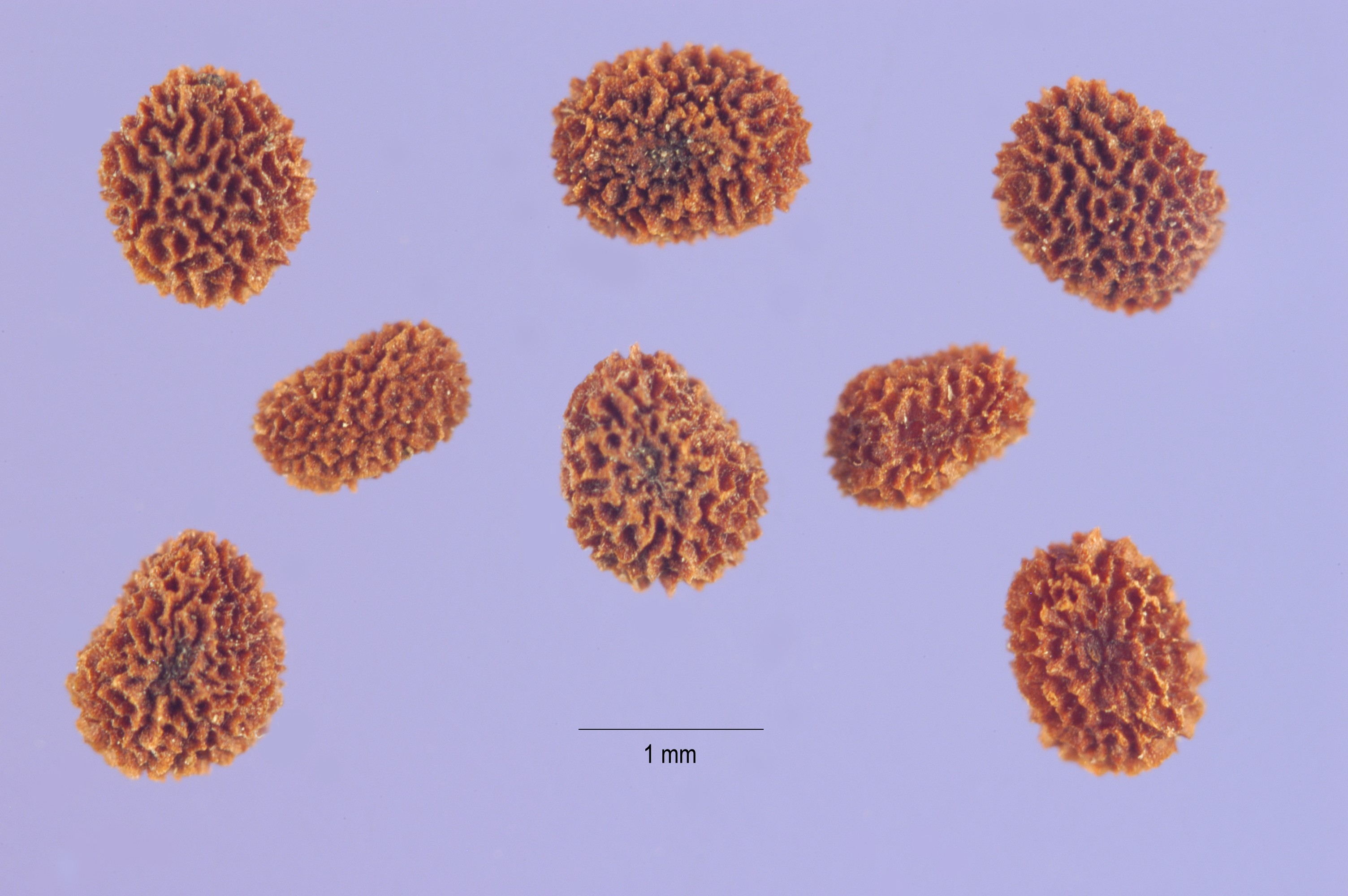
Zaden